# Veenpolders in Friesland
De veenpolders vormen een landschapstype in de provincie Friesland.
De veenpolders liggen tussen Het Lage Midden in het westen en de Zuidoosthoek in het oosten. De elf vrijwel aaneengesloten veenpolders die in het gebied liggen:
- Veenpolder van Echten (1854-1969) met Gemaal Echten bij het Tjeukemeer
- De Trijegaasterveenpolder (1883-1969)  bij Oldeouwer, Ouwster-Nijega en Ouwsterhaule
- De Haskerveenpolder (1e veendistrict), (1855-1970)
- De Groote Sint Johannesgasterveenpolder (2e en 3e veendistrict), (1854-1971) bij Sintjohannesga
- Polder van het 4e en 5e veendistrict (1833-1970) in Aengwirden
- Polder van het 6e en 7e veendistrict (1839-1969-) bij Tijnje
- De Deelen (1919-1968)
- Grote Veenpolder van Opsterland en Smallingerland (Museum It Damshûs Nij Beets)
- Grote Veenpolder van Weststellingwerf (1847-1969)